# برام أبل
أبراهام (برام) ليوناردوز أبل (بالهولندية: Bram Appel)‏ (ولد في 30 نوفمبر 1921) هو لاعب كرة قدم هولندي سابق.

## روابط خارجية
- برام أبل على موقع ناشيونال فوتبول تيمز (الإنجليزية)
- برام أبل على موقع أوليمبيديا (الإنجليزية)